# Klasifikační systém CCI
Klasifikační systém CCI (krátce CCI) je systém kategorizace prvků staveb vytvořený a udržovaný mezinárodní organizaci Construction Classification International Collaboration (CCIC). Je úzce svázán s principy Informačního modelu budovy (BIM) pro navrhování, výstavbu, správu a provozování staveb.
CCIC je evropská nezisková organizace, která se zasazuje o přijetí společného systému klasifikace staveb. Ten má pomoci zvýšit mezinárodní konkurenceschopnost, zlepšit spolupráci a sdílení znalostí a umožnit rychlejší zavádění digitálních pracovních metod v oboru stavebnictví a realit. Členy CCIC jsou Estonsko, Polsko, Česko (agentura ČAS), Polsko, Slovensko (BIMaS) a Litva.

## Cíl klasifikace CCI
Cílem systému CCI je zvýšit produktivitu stavebnictví prostřednictvím společné digitální informační infrastruktury (klasifikačního systému), která umožní konzistentní výměnu dat. Systém CCI vychází z mezinárodních standardů, je vyvinut primárně pro digitální procesy a pokrývá celé zastavěné prostředí: budovy, infrastrukturu i další inženýrské stavby, všechny jejich části a celý jejich životní cyklus (od plánování přes projektování, výstavbu, provozování, demolici až po odstranění a případné opětovné využití). Identifikace všech staveb, jejich dílčích částí a prvků tak je v digitálním modelu stavby používána jednotně, bez ohledu na to, jaká stavební profese a jaký softwarový nástroj s touto identifikací pracuje.

## Obsah systému CCI
Klasifikační tabulky CCI jsou založeny na normách IEC/ISO 81346 s doplňky z dánského klasifikačního systému Cuneco. Základní tabulky CCI jsou celosvětově použitelné bezplatně, bez jakýchkoliv licenčních a autorských poplatků. CCI tak mohou využívat jak orgány státní správy, tak soukromé firmy i dodavatelé software v oboru stavebnictví.
Jedná se o fasetovou klasifikaci, jinak též nazývanou multiaspektová nebo víceúrovňová klasifikace - je částí principu normami nazývaného referenční označování (Reference Designation System). To znamená, že jedna entita může být zařazena do více než jedné kategorie, čímž dochází k naplnění tzv. systémového pohledu na členění projektu a na popis jeho skladby z jednotlivých funkčních celků, jako je například elektroinstalace, architektura, nebo vytápění a chlazení. 
Klasifikační systém CCI je rozdělen do šesti tříd a každému prvku přiřazuje jedinečný identifikátor, který je tvořen kombinací písmen. Těmito třídami jsou:
- stavební komplexy
- stavební entity (prvky)
- vybudované prostory
- funkční systémy
- technické systémy
- komponenty

CCI je postaveno na následujících mezinárodních normách: EN ISO 12006-2:2020 (stavební konstrukce a výstavba), EN IEC 81346-1:2022 a EN IEC 81346-2:2020 (průmyslové systémy, instalace a zařízení), ISO 81346-12:2018 část 12 (stavební služby) a ISO 81346-10:2022 část 10 (energetické zdroje).
Podobnými klasifikačními systémy v oblasti BIM jsou COBie, Uniclass, OmniClass (OCCS), NRM (Velká Británie), CI/SfB a CoClass (Švédsko), Cuneco, CCS (Dánsko).

## Podpora CCI v BIM softwaru
Klasifikace BIM projektů podle standardu CCI je v současné době podporována v těchto projekčních aplikacích:
- Class Feeder pro Autodesk Revit[3] (Arkance Systems)
- XML postupy pro ArchiCAD